# Маркакольский заповедник
Маркако́льский госуда́рственный приро́дный запове́дник (каз. Марқакө́л мемлекетті́к табиғи́ қорығы́) — заповедник в Восточно-Казахстанской области, в окрестностях озера Маркаколь. Основан 4 августа 1976 года, площадь 71,3 тыс. га.

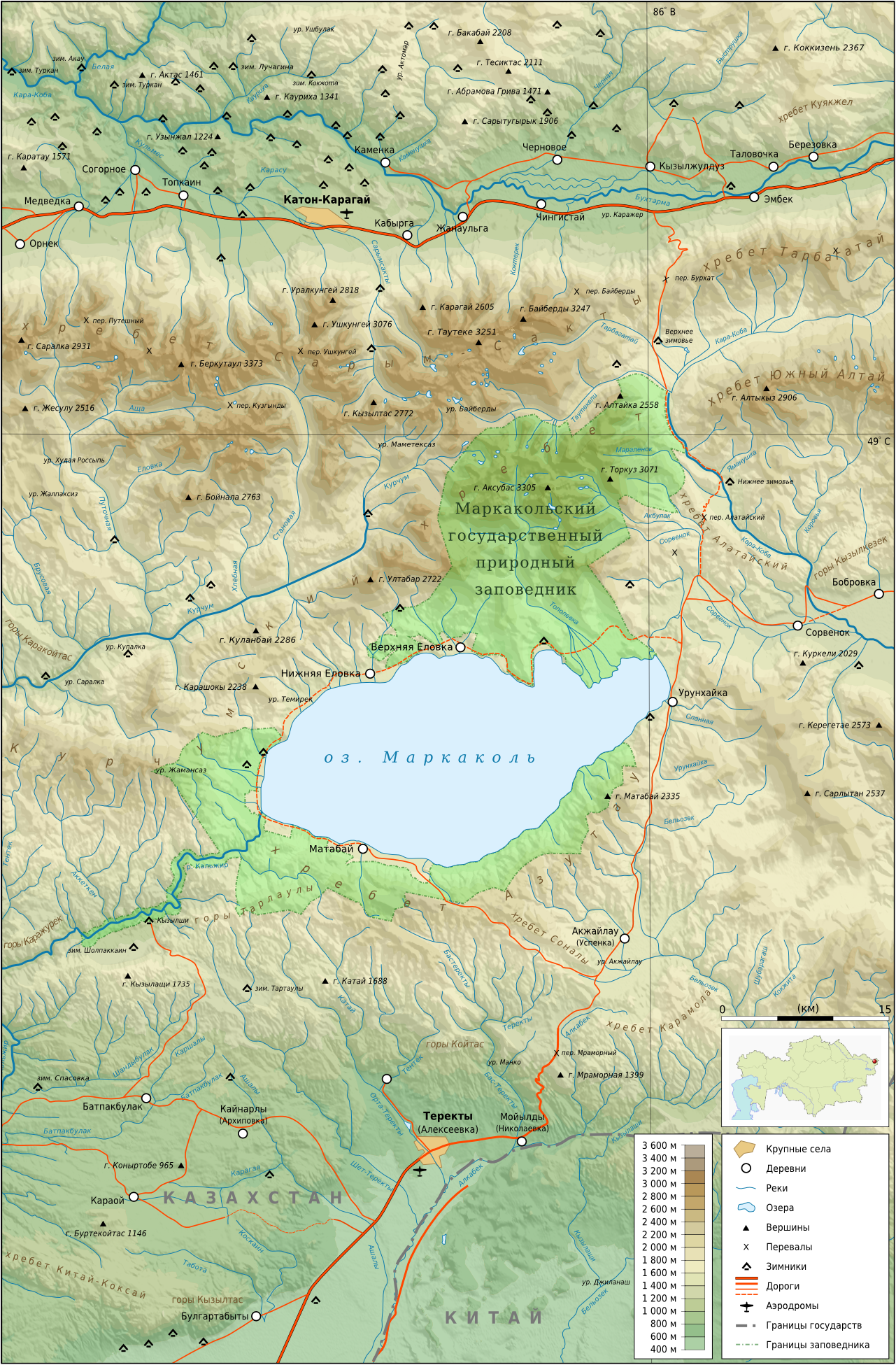
Карта Маркакольского заповедника

Постановлением Правительства Республики Казахстан от 11 декабря 2007 года N 1214 «О предоставлении земельных участков в постоянное землепользование государственному учреждению „Маркакольский государственный природный заповедник“ Комитета лесного и охотничьего хозяйства Министерства сельского хозяйства Республики Казахстан» площадь заповедника расширена до 102 971 га.
- Охраняет природные комплексы лугов, степей, лиственничной тайги, горных темнохвойных лесов, зарослей пихтового стланика, субальпийских и альпийских лугов и каменистых тундр на склонах гор южного Алтая в районе лежащего на высоте 1,5 км высокогорного озера.
- Флора включает более 700 видов высших растений.
- В фауне заповедника представлено 55 видов млекопитающих, среди которых лось, косуля, марал, кабан, бурый медведь, волк, росомаха, горностай, хорь, ласка, барсук, колонок, солонгой, выдра, соболь, американская норка, изредка снежный барс, а также 250 видов птиц (утки, поганки, чёрный аист, кулики, чайки, крачки, дикие голуби (в частности, скалистый голубь), тетерев, глухарь, рябчик, серая куропатка, улар, кеклик, чеглок, пустельга, луни, чёрный коршун, беркут, орлан-белохвост, сарыч, осоед, скопа, ястреб-тетеревятник, совы и другие пернатые). В водах озера Маркаколь встречаются хариус, голец, пескарь и озерный ускуч (ленок).

## Фотогалерея

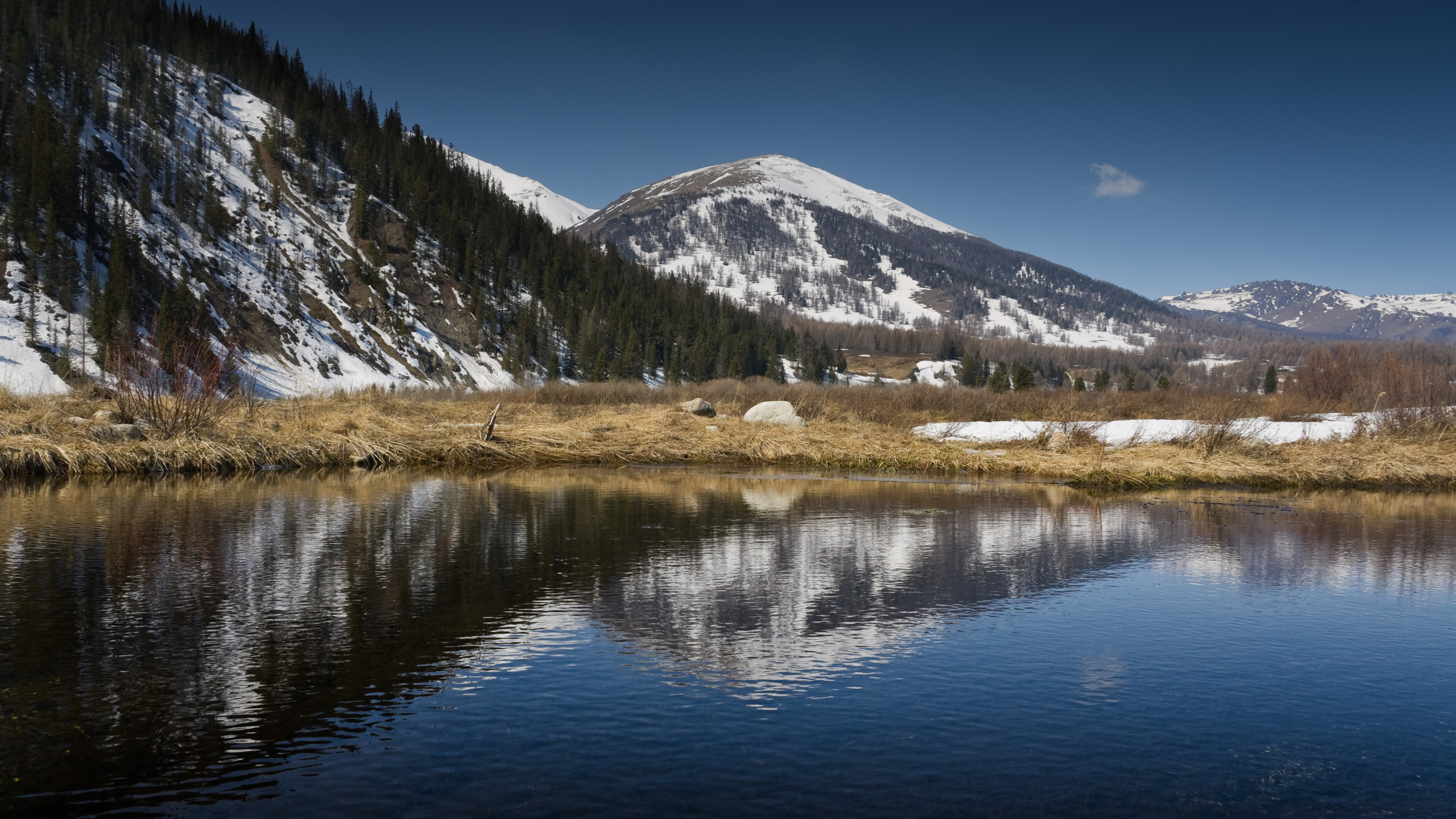
Восточная часть Курчумского хребта
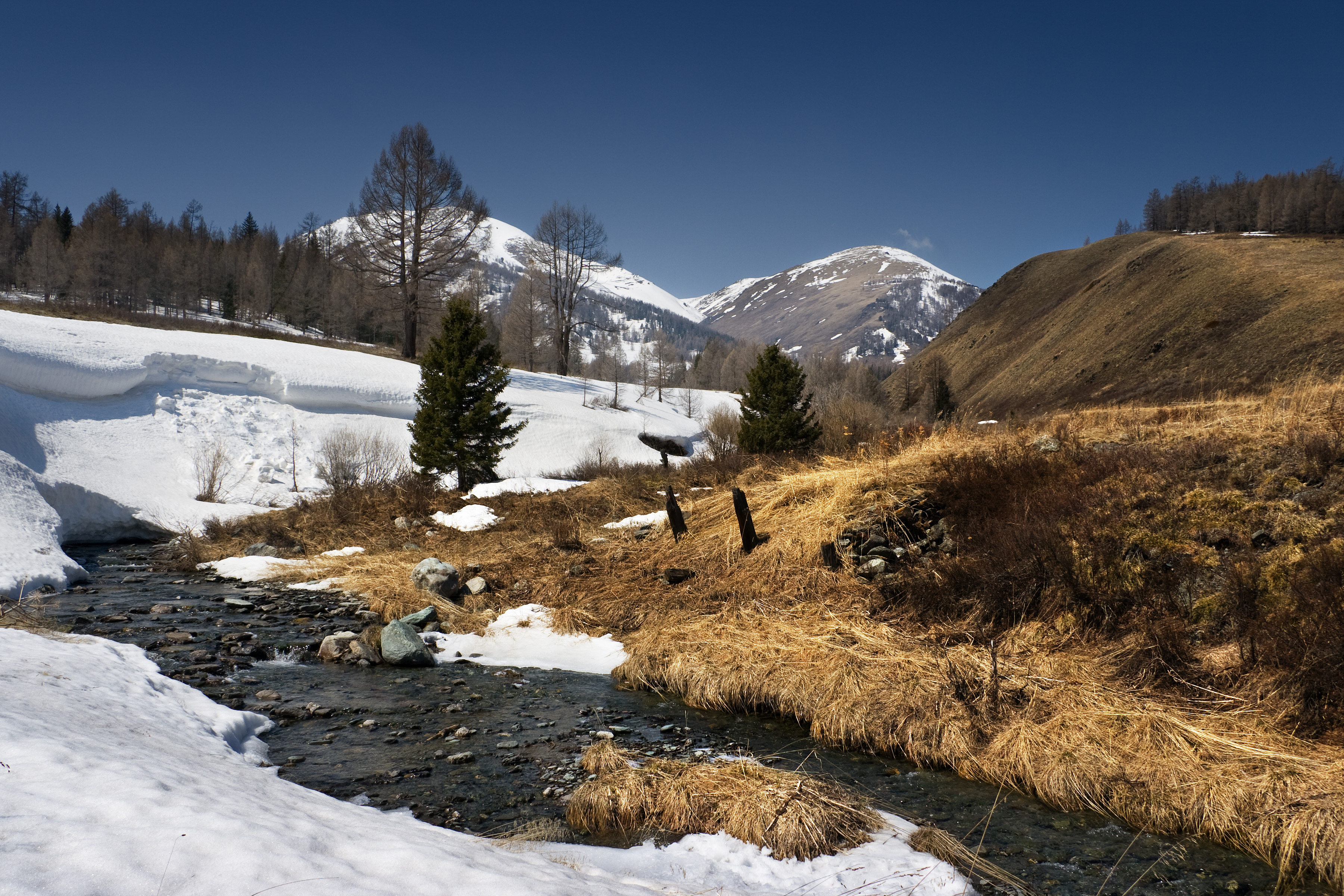
Маркакольский заповедник, р. Кара-Коба
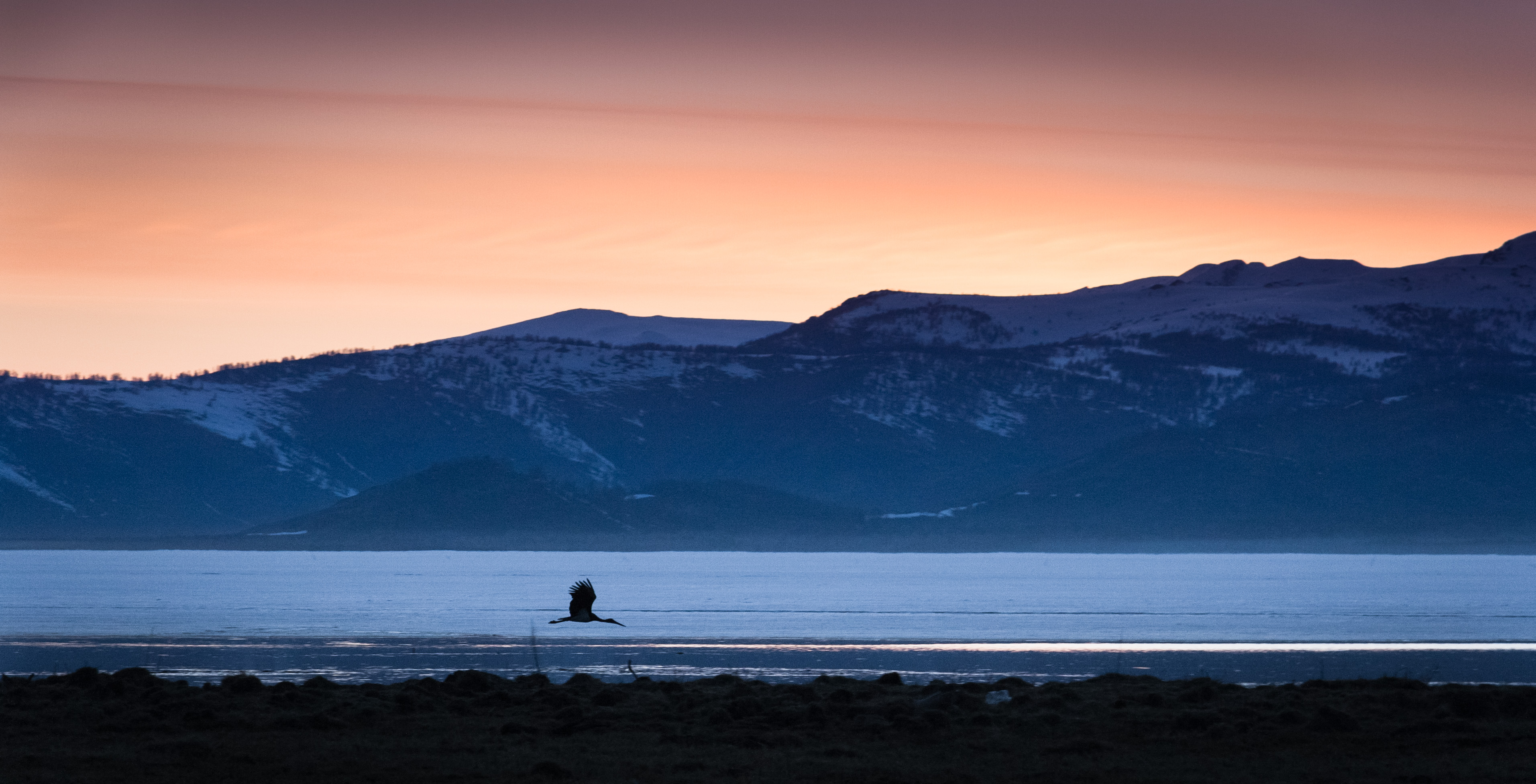
оз. Маркаколь
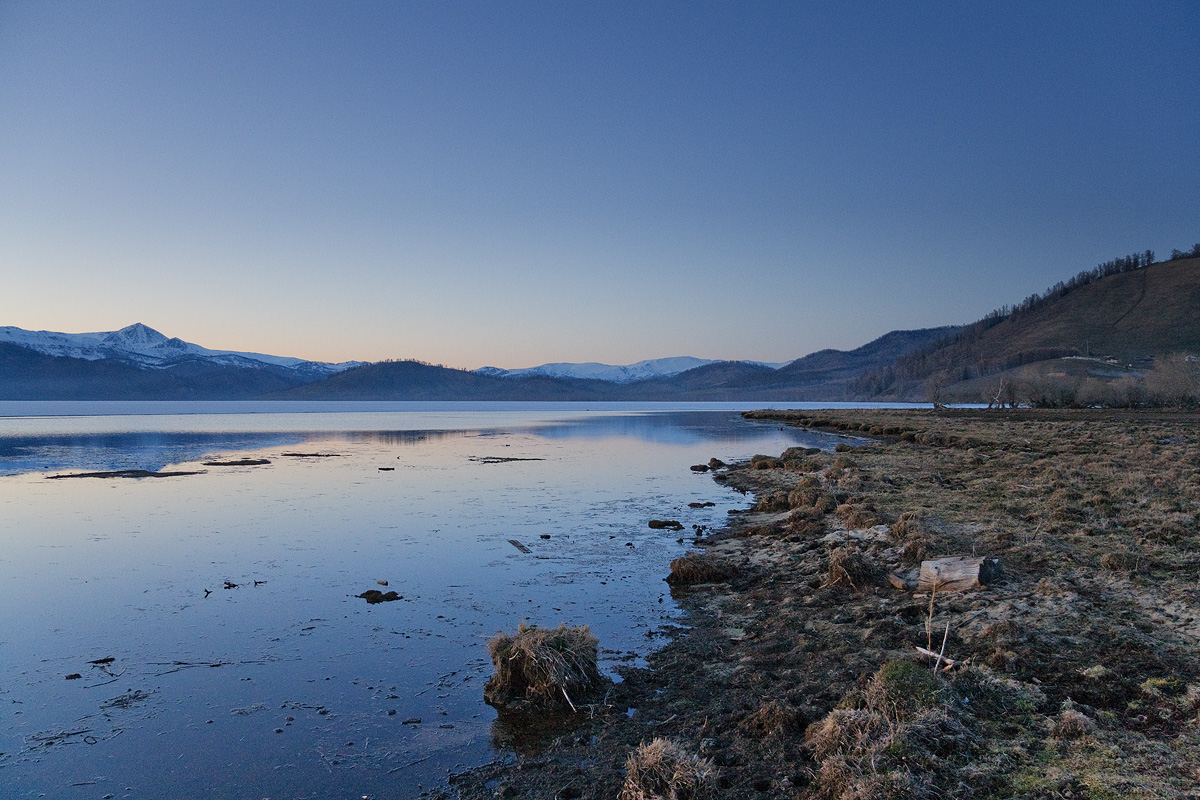
оз. Маркаколь
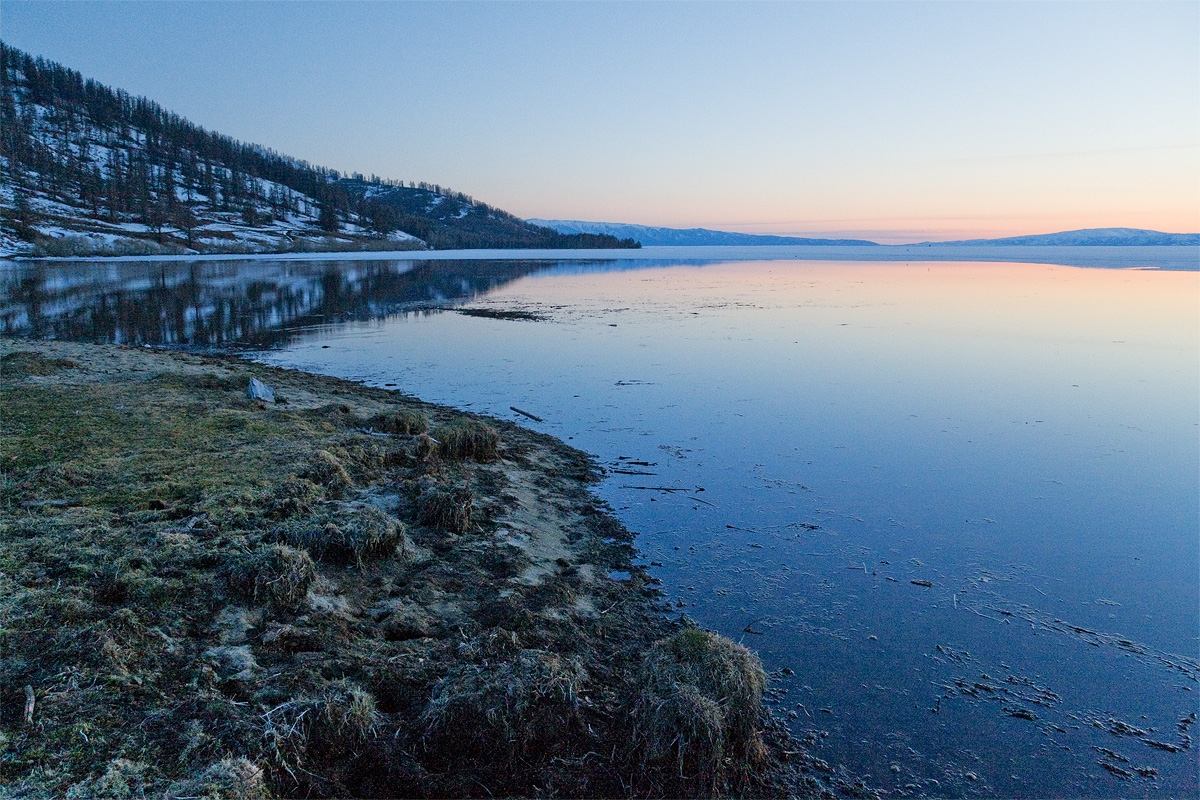
оз. Маркаколь